# Coupe du monde de marche 1973
Navigation
Eschborn 1970 Le Grand-Quevilly 1975
La 6e édition de la Coupe du monde de marche s'est déroulée les 12 et 13 octobre 1973 dans les rues de Lugano, en Suisse.

## Tableau des médailles
| Rang | Nation               | Or | Argent | Bronze | Total |
| ---- | -------------------- | -- | ------ | ------ | ----- |
| 1    | Allemagne de l'Est   | 2  | 1      | 1      | 4     |
| 2    | Allemagne de l'Ouest | 1  | 0      | 0      | 1     |
| 3    | Union soviétique     | 0  | 2      | 0      | 2     |
| 4=   | États-Unis           | 0  | 0      | 1      | 1     |
| 4=   | Italie               | 0  | 0      | 1      | 1     |
|      | Total                | 3  | 3      | 3      | 9     |

## Podiums

### Hommes
| Épreuve                             | Or                                                    | Argent                                                    | Bronze                                             |
| ----------------------------------- | ----------------------------------------------------- | --------------------------------------------------------- | -------------------------------------------------- |
| 20 km                               | Hans-Georg Reimann Allemagne de l'Est 1 h 29 min 31 s | Karl-Heinz Stadtmüller Allemagne de l'Est 1 h 29 min 36 s | Ron Laird États-Unis 1 h 30 min 45 s               |
| 50 km                               | Bernd Kannenberg Allemagne de l'Ouest 3 h 56 min 51 s | Otto Bartsch Union soviétique 3 h 57 min 11 s             | Christoph Höhne Allemagne de l'Est 3 h 57 min 26 s |
| Lugano Trophy - Combiné par équipes | Allemagne de l'Est 139 pts                            | Union soviétique 134 pts                                  | Italie 104 pts                                     |